# Çərəcə
Çərəcə är en ort i Azerbajdzjan.   Den ligger i distriktet Göyçay, i den centrala delen av landet, 180 km väster om huvudstaden Baku. Çərəcə ligger 29 meter över havet och antalet invånare är 985.
Terrängen runt Çərəcə är platt, och sluttar söderut. Närmaste större samhälle är Geoktschai, 11,2 km norr om Çərəcə.